# Puente de Miluze
El puente de Miluze (Milutze en euskera), está situado en la ciudad de Pamplona, Comunidad Foral de Navarra, España. Este puente atraviesa el río Arga y se encuentra en el barrio de San Jorge. Se trata del puente más occidental y alejado del casco urbano de la ciudad.

## Historia
Puente medieval en mampostería y sillería de posible origen romano. Ya figura en la documentación de comienzos del siglo XIII. Consta una reconstrucción que atemperó su pendiente en el siglo XIX. Quizá se destruyó deliberadamente en tiempos de la Francesada a comienzos del siglo XIX. En 1875 había una fábrica de conservas junto al puente, cerca de la vía férrea.
Las partes más antiguas son los tres arcos de medio punto, intradós y barandilla, que se levantaron en piedra. En los pilares centrales se colocaron dos tajamares a ambos lados sin llegar a la calzada. De uso peatonal, se declaró Monumento Nacional en 1939.
Es, por tanto, Bien de Interés Cultural, con categoría de Monumento.
Sin embargo, el aspecto más interesante de este puente tiene que ver con su nombre. La etimología del mismo ha despertado varias teorías. La más tradicional relaciona el nombre de Miluce con un hecho trágico allí acontecido: en abril de 1351 fueron ahorcados unos caballeros por hacer frente al rey Carlos II, ante quien en el mismo puente se negaron a pagar impuestos, según una versión, o se quejaron del trato recibido por los delegados del monarca, según otra versión. El rey, contrariado, ordenó su ajusticiamiento en aquel lugar. Fueron colgados del puente y sus lenguas largas de ahorcados (mihi luze en euskara) dieron el nombre al viaducto. No obstante, el topónimo se documenta con anterioridad y lo más factible es que provenga de hinojal (en euskera milu). Otra hipótesis con menos peso la relaciona con amil luze (precipicio largo). También en este puente el Ángel de Aralar se despide de los pamploneses.

## Galería

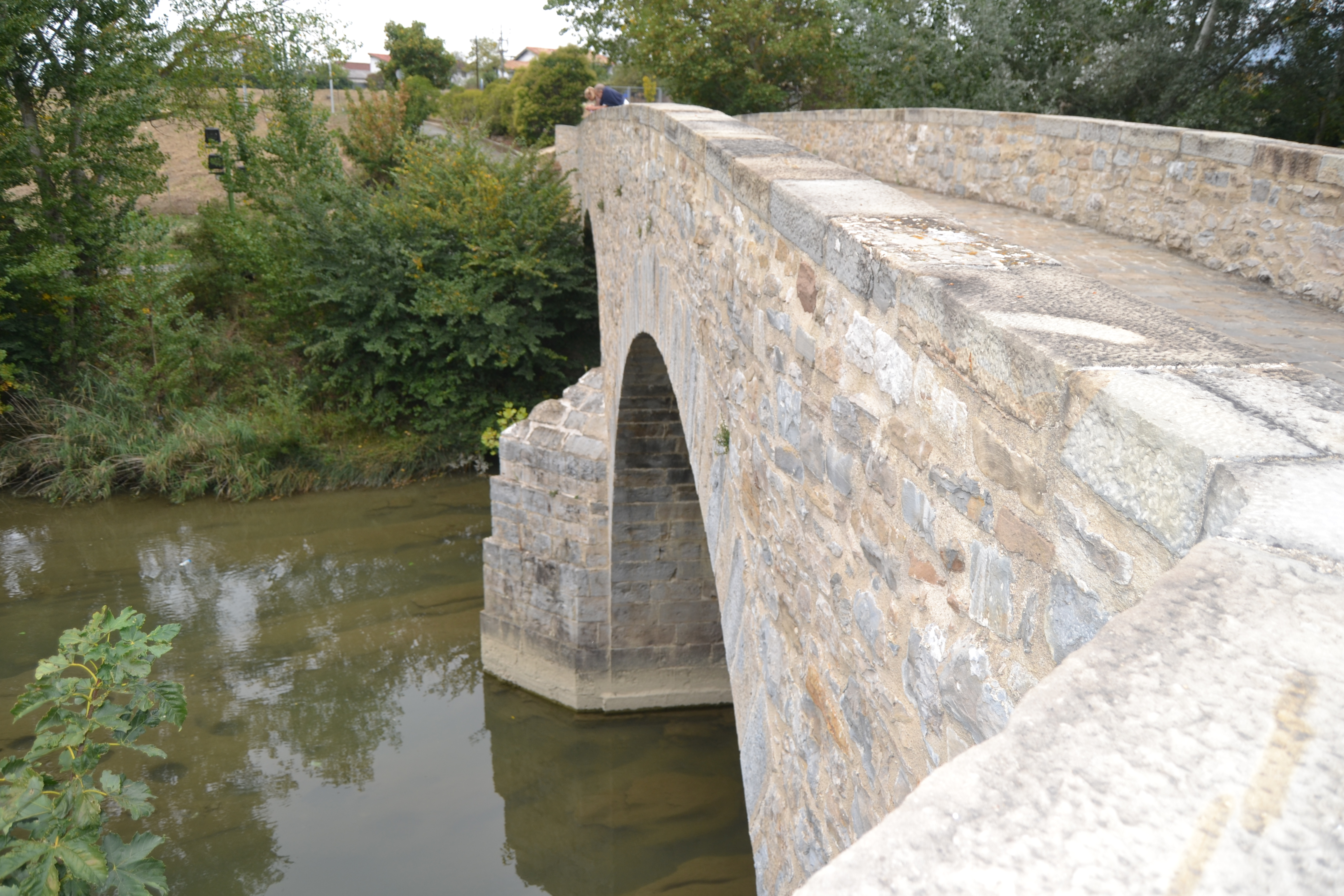
Puente de Miluze.
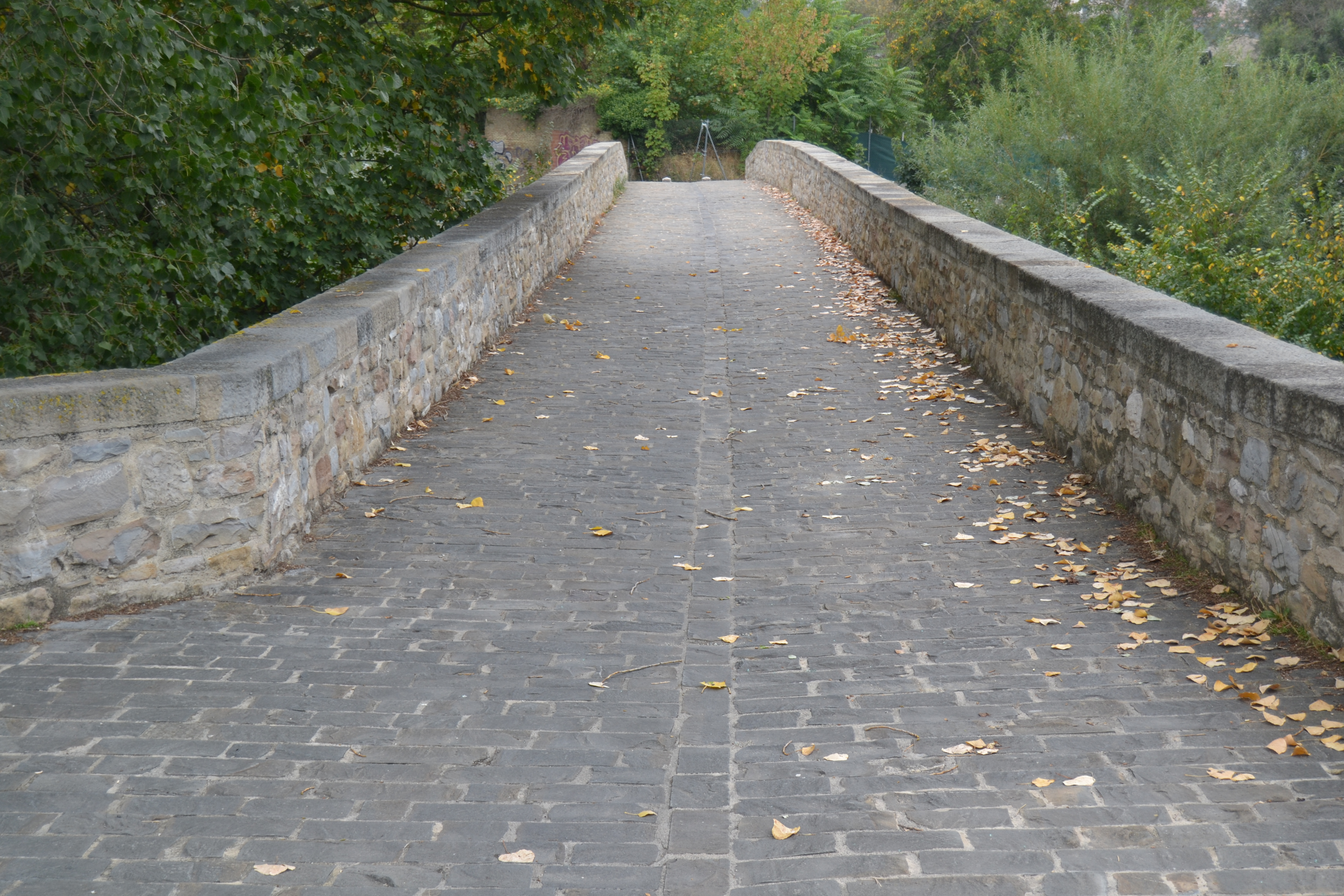
Calzada.
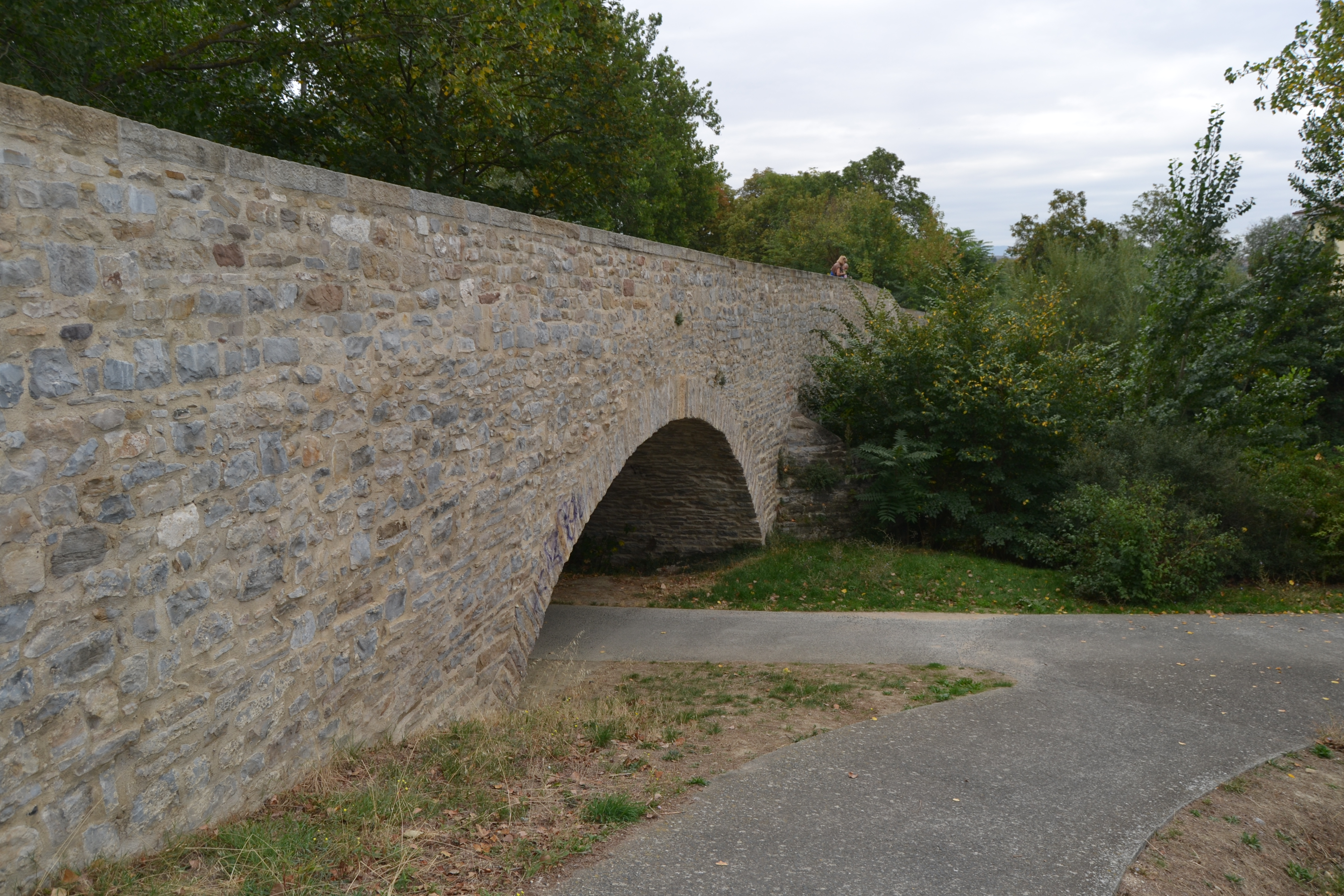
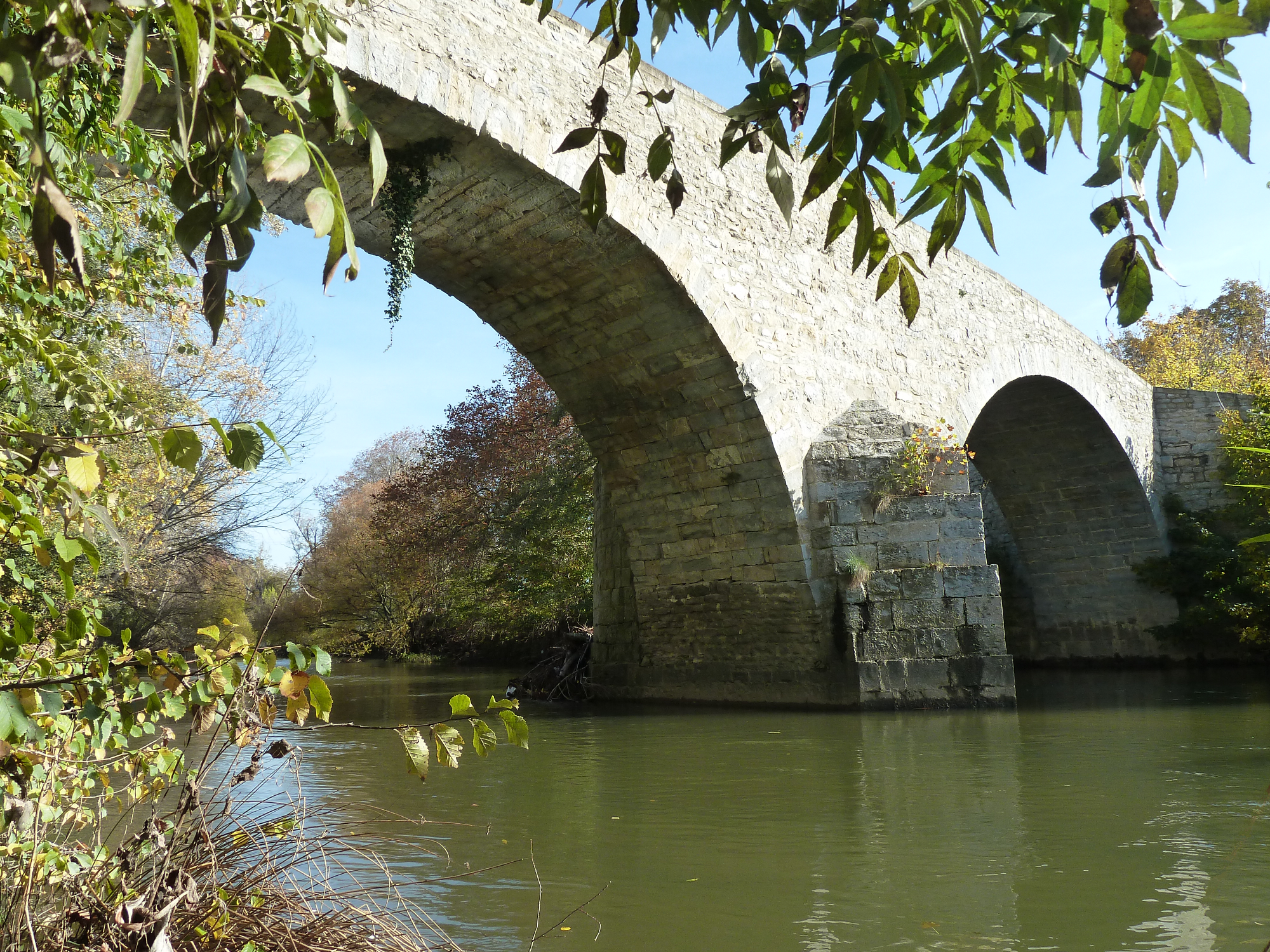
Pilar con tajamares